# Guglielmo IV, conte di Jülich
Guglielmo di Hengenbach in francese: Guillaume IV de Juliers (1210 circa – Aquisgrana, 17 marzo 1278) fu conte di Jülich, dal 1218 alla sua morte.

## Origine
Guglielmo, come confermato dal documento n° 132 del Urkundenbuch für die Geschichte des Niederrheins, Volume 2, era figlio del conte di Jülich, Guglielmo III e della moglie, Matilde di Limburgo, come da documento n° 139 del Urkundenbuch für die Geschichte des Niederrheins, Volume 2,, figlia del conte consorte di Lussemburgo, Duca di Limburgo e Conte di Arlon Valerano III di Limburgo, che, come ci viene confermato dal documento n° CLII della Histoire du Limbourg, vol VI: Codex diplomaticus Valkenburgensis. aveva sposato, in prime nozze, Cunegonda di Lorena.
Guglielmo III di Jülich, come confermato dal documento n° 526 del Urkundenbuch für die Geschichte des Niederrheins, Volume 1, era figlio di Everardo di Hengenbach e della moglie, Giuditta di Jülich, figlia del conte di Jülich, Guglielmo I e della moglie di cui non si conoscono né il nome né gli ascendenti.

## Biografia
Suo padre, Guglielmo III, prese parte alla Campagna in Egitto della quinta Crociata e morì durante l'assedio di Damietta del 1218-1219.
Guglielmo gli succedette come Guglielmo IV, sotto la reggenza dello zio, Everardo di Hengenbach.
La morte di Guglielmo III viene confermata dal documento n° 76 del Urkundenbuch für die Geschichte des Niederrheins, Volume 2, datato 1218, nel quale, il padre di suo suocero, il duca di Limburgo, Enrico III (Heinricus dei gratia dux Limburch) lo cita già defunto (bone memorie Wilhelmus comes Juliacensis), specificando che morì pellegrino in Terra santa (in peregrinatione sancte crucis).
Oltre la tutela dello zio paterno Guglielmo ebbe il sostegno, prima del nonno materno Valerano III di Limburgo e poi dello zio materno, Enrico IV di Limburgo.
La conferma che era conte di Jülich ci viene data dal documento n° 132 del Urkundenbuch für die Geschichte des Niederrheins, Volume 2, nel quale Guglielmo si cita come (Willelmus comes Juliancensis).
Quando lo zio, Enrico IV, nel 1226, succedette nel ducato di Limburgo al padre, Valerano III, Guglielmo (Wilhelmus dei gratia comes Juliacensis), come da documento n° 139 del Urkundenbuch für die Geschichte des Niederrheins, Volume 2, rinunciò ad ogni pretesa sui feudi dello zio (avunculi mei domini Heinrici ducis de Limburg).
Dopo il 1230 prese parte alla Guerra degli Stedinger, partecipando alla Battaglia di Altenesch
Nel 1234 ricevette dal Conte Palatino Ottone II il distretto di Zülpich e la foresta associata come feudi.
In quegli anni, Guglielmo fece diverse donazioni a chiese e monasteri; nel 1231, assieme al fratello Valeramo (Wilhelmus comes Juliacensis et frater meus Walramus) alla chiesa di Dünwald (apud Garstorp ecclesie de Dünwalt), come da documento n° 172 del Urkundenbuch für die Geschichte des Niederrheins, Volume 2, nel 1236, alla chiesa di Braunweiler, come da documento n° LIX del Akademische Beiträge zur Gülch- und Bergischen Geschichte, Volume III.
Guglielmo fu sempre fedele agli Imperatori del Sacro Romano Impero, mentre il suo rapporto con l'arcivescovo di Colonia, Corrado di Hochstaden, fu anche conflittuale.
Tra il 1248 e il 1252, Guglielmo e l'arcivescovo Corrado furono sostenitori di Guglielmo II d'Olanda, che divenne re dei Romani e Guglielmo compare anche come testimone nei documenti dello stesso re Guglielmo.
La situazione peggiorò col successore di Corrado, Engelberto di Falkenburg; ci furono degli scontri e Guglielmo catturò ed imprigionò Engelberto, che venne tenuto rinchiuso in una gabbia, nonostante le minacce di scomunica e di interdizione; Engelberto venne liberato dopo circa tre anni, nel 1271, dietro il pagamento di un riscatto.
Secondo il documento n° CXV del Akademische Beiträge zur Gülch- und Bergischen Geschichte, Volume III, nel 1272, Guglielmo e la moglie (Wilhelmus comes Juliacensis et Ricardis uxor nostra) assicurarono la loro protezione alla chiesa di Bettenhoven (ecclesia de Bettenhoven).
Dopo la morte di Engelberto, il nuovo arcivescovo di Colonia, Sigfrido di Westerburg, che gli subentrò, nel 1275, si scontrò con diversi notabili, tra cui Guglielmo che avevano l'appoggio del re dei Romani, Rodolfo I d'Asburgo, per esercitare l'autorità sulla città di Aquisgrana.
L'otto aprile 1277, Guglielmo ed il figlio primogenito, anche lui di nome Guglielmo (Wilhelmus Juliacensis, Wilhelmus primogenitus eius) furono tra coloro che dichiararono guerra all'arcivescovo di Colonia, Siegfried von Westerburg, come da documento n° CXXXIII del Akademische Beiträge zur Gülch- und Bergischen Geschichte, Volume III.
Aquisgrana, alleata dell'arcivescovo Sigfrido, aveva riconosciuto formalmente come il più alto ufficiale giudiziario, il duca di Lorena e del Brabante, Giovanni I. Guglielmo, allora, nella notte del 17 marzo 1278, con il suo primogenito e due figli illegittimi e circa 400 cavalieri, entrò in Aquisgrana; ma i cittadini si ribellarono e attaccarono i suoi uomini da tutte le parti, e al buio, nelle stradine, furono gradualmente isolati e uccisi; Guglielmo IV perì miseramente con i figli, ucciso presumibilmente da un fabbro o da un macellaio. A Guglielmo succedette il figlio maschio secondogenito, Valeramo.

## Matrimonio e discendenza
Guglielmo, secondo un documento delle Preuves de Trophées tant sacrés que profanes du duché de Brabant, nel 1236, era stato fidanzato (stipulato un contratto di matrimonio con la sorella del conte di Gheldria e conte di Zutphen, Ottone II, Margherita di Gheldria; secondo ricerche recenti, tuttavia, è molto probabile che il matrimonio con Margherita (forse perché morta giovane) non sia mai avvenuto e che il conte fosse sposato solo una volta, con la sorella più giovane di Margherita e del conte Ottone II, Riccarda di Gheldria, che era figlia del conte di Gheldria e conte di Zutphen, Gerardo III, e di Margherita di Brabante, come ci viene confermato dalla Genealogia Ducum Brabantiæ Heredum Franciæ, figlia del Duca della Bassa Lorena (Lotaringia), duca di Lovanio e duca di Brabante, Enrico I e della moglie, Matilde di Lorena; il matrimonio ci viene confermato sia dagli Acten betreffende Gelre en Zutphen, che riportano che Ottone (domini Ottonis comitis Gelrensis) fece una donazione, assieme alla prima moglie, Margherita (domina Margreta comitissa Gelrensi), e alla sorella, Riccarda contessa di Jülich (domina Richarda comitissa Juliacensi), che dagli Urkundenbuch für die Geschichte des Niederrheins, Volume 2. Riccarda, secondo il documento n° CXV del Akademische Beiträge zur Gülch- und Bergischen Geschichte, Volume III, nel 1272, assieme al marito, Guglielmo, (Wilhelmus comes Juliacensis et Ricardis uxor nostra) assicurarono la loro protezione alla chiesa di Bettenhoven (ecclesia de Bettenhoven). Dopo la morte del marito, Guglielmo IV, assieme al figlio Valeramo, nel 1279, Riccarda fece atto di sottomissione all'arcivescovo di Colonia, Sigfrido di Westerburg; Riccarda la troviamo citata in tre documenti del 1287, nel n° CLIII, del Akademische Beiträge zur Gülch- und Bergischen Geschichte, Volume III e, nel n° 827 del Urkundenbuch für die Geschichte des Niederrheins, Volume 2 ed infine nel n° 835 del Urkundenbuch für die Geschichte des Niederrheins, Volume 2.
Guglielmo IV dalla moglie, Riccarda, ebbe undici figli:
- Matilde (c. 1238 – prima del 1279), sposò, nel 1258 Giovanni, Conte di Looz[7]
- Margherita (c. 1240 – 12 Ottobre 1292/93), sposò, nel 1261 Teodorico V, Conte di Katzenelnbogen[7]
- Guglielmo (c. 1240 – 16 Marzo 1278), morto col padre nella rivolta di Aquisgrana. Aveva sposato Maria di Dampierre, figlia del Conte di Fiandra e Marchese di Namur, Guido di Dampierre e di Matilde di Bethune, come confermato dal Iohannis de Thielrode Genealogia Comitum Flandriæ[22]
- Riccarda (c. 1243 – dopo il 1291), sposò, secondo il Balduinus de Avennis Genealogia, prima del 1265 Guglielmo, Conte di Salm[23]
- Valeramo (1240/45 – 1297), Conte di Jülich[17]
- Ottone (c. 1245 – dopo il 1283), Arcidiacono a Liegi[7]
- Gerardo (prima del 1250 – 1328), Conte di Jülich[24];
- Caterina (c. 1250 – dopo il 1287), sposò prima del 1273 Giovanni d'Arberg[7]
- Petronilla (c. 1255 – dopo il 1300), sposò prima del 1276 Ludovico, Conte d'Arnsberg[7]
- Biancofiore (c. 1255 – dopo il 1330), sposò prima del 1277 Enrico, Conte di Sponheim
- Matilde (? – dopo il 1287), anno in cui viene citata ancora fanciulla[17].

## Ascendenza
|                                    |                        |                              | Genitori                 |  |  | Nonni |  |  | Bisnonni |  |  | Trisnonni |  |
|                                    |                        |                              |                          |  |  |       |  |  | …        |  |  | …         |  |
|                                    |                        |                              |                          |  |  |       |  |  | …        |  |  | …         |  |
|                                    |                        | …                            |                          |  |  |       |  |  | …        |  |  |           |  |
| Everardo II, signore di Hengenbach |                        |                              |                          |  |  |       |  |  | …        |  |  |           |  |
|                                    |                        | …                            | …                        |  |  |       |  |  |          |  |  |           |  |
|                                    |                        | …                            | …                        |  |  |       |  |  |          |  |  |           |  |
|                                    |                        | …                            | …                        |  |  |       |  |  |          |  |  |           |  |
| Guglielmo III, conte di Jülich     |                        | …                            |                          |  |  |       |  |  |          |  |  |           |  |
|                                    |                        | Guglielmo I, conte di Jülich | Gerardo IV di Jülich     |  |  |       |  |  |          |  |  |           |  |
|                                    |                        | Guglielmo I, conte di Jülich | Gerardo IV di Jülich     |  |  |       |  |  |          |  |  |           |  |
|                                    |                        | Guglielmo I, conte di Jülich | …                        |  |  |       |  |  |          |  |  |           |  |
| Giuditta di Jülich                 |                        | Guglielmo I, conte di Jülich |                          |  |  |       |  |  |          |  |  |           |  |
|                                    |                        | …                            | …                        |  |  |       |  |  |          |  |  |           |  |
|                                    |                        | …                            | …                        |  |  |       |  |  |          |  |  |           |  |
|                                    |                        | …                            | …                        |  |  |       |  |  |          |  |  |           |  |
| Guglielmo IV di Jülich             |                        | …                            |                          |  |  |       |  |  |          |  |  |           |  |
|                                    | Enrico III di Limburgo | Enrico II di Limburgo        |                          |  |  |       |  |  |          |  |  |           |  |
|                                    | Enrico III di Limburgo | Enrico II di Limburgo        |                          |  |  |       |  |  |          |  |  |           |  |
|                                    | Enrico III di Limburgo | Matilde di Saffenberg        |                          |  |  |       |  |  |          |  |  |           |  |
| Valerano III di Limburgo           | Enrico III di Limburgo |                              |                          |  |  |       |  |  |          |  |  |           |  |
|                                    |                        | Sofia di Saarbrücken         | Simone I di Saarbrücken  |  |  |       |  |  |          |  |  |           |  |
|                                    |                        | Sofia di Saarbrücken         | Simone I di Saarbrücken  |  |  |       |  |  |          |  |  |           |  |
|                                    |                        | Sofia di Saarbrücken         | Mechilde                 |  |  |       |  |  |          |  |  |           |  |
| Matilde di Limburgo                |                        | Sofia di Saarbrücken         |                          |  |  |       |  |  |          |  |  |           |  |
|                                    |                        | Federico I di Lorena         | Mattia I di Lorena       |  |  |       |  |  |          |  |  |           |  |
|                                    |                        | Federico I di Lorena         | Mattia I di Lorena       |  |  |       |  |  |          |  |  |           |  |
|                                    |                        | Federico I di Lorena         | Berta di Hohenstaufen    |  |  |       |  |  |          |  |  |           |  |
| Cunegonda di Lorena                |                        | Federico I di Lorena         |                          |  |  |       |  |  |          |  |  |           |  |
|                                    |                        | Ludmilla di Polonia          | Miecislao III di Polonia |  |  |       |  |  |          |  |  |           |  |
|                                    |                        | Ludmilla di Polonia          | Miecislao III di Polonia |  |  |       |  |  |          |  |  |           |  |
|                                    |                        | Ludmilla di Polonia          | …                        |  |  |       |  |  |          |  |  |           |  |
|                                    |                        | Ludmilla di Polonia          |                          |  |  |       |  |  |          |  |  |           |  |

### Fonti primarie
- (LA)  Urkundenbuch für die Geschichte des Niederrheins, Volume 1.
- (LA)  Urkundenbuch für die Geschichte des Niederrheins, Volume 2.
- (LA)  Akademische Beiträge zur Gülch- und Bergischen Geschichte, Band III.
- (LA)  Monumenta Germaniae Historica, Scriptores, tomus IX.
- (LA)  Trophées tant sacrés que profanes du duché de Brabant.
- (LA)  Monumenta Germaniae Historica, tomus XXV.
- (LA)  Acten betreffende Gelre en Zutphen.
- (FR)  Recueil des historiens des Gaules et de la France. Tome 13.

### Letteratura storiografica
- (DE)  Guglielmo IV di Jülich, da Allgemeine Deutsche Biographie
- (DE)  Guglielmo II di Jülich, da Allgemeine Deutsche Biographie